# Marko Totka
Marko Totka (ur. 12 września 2000 w Skalicy) – słowacki piłkarz występujący na pozycji środkowego pomocnika w słowackim klubie Tatran Liptowski Mikułasz. Wychowanek MFK Skalica i FK Senica, w którego barwach zadebiutował w seniorskiej piłce. W swojej karierze grał w Sokole Lanžhot.